# União Econômica Eurasiática
União Econômica Eurasiática ou União Económica Eurasiática  (UEE) é uma união econômica dos Estados localizados principalmente no norte da Eurásia. Um tratado visa a criação da UEE foi assinado em 29 de maio de 2014 pelos líderes da Bielorrússia, Cazaquistão e Rússia, e entrou em vigor em 1 de janeiro de 2015. Os tratados que visavam a adesão de Armênia e Quirguistão na união foram assinados em 9 de outubro e 23 de dezembro de 2014, respectivamente. O tratado de adesão da Armênia entrou em vigor em 2 de janeiro de 2015, enquanto o do Quirguistão em 6 de agosto de 2015.
Em 1994, o Presidente do Cazaquistão, Nursultan Nazarbayev, propôs a criação de uma União Eurasiática, durante um discurso na Universidade Estatal de Moscou. Vários tratados foram assinados posteriormente para estabelecer o bloco comercial de maneira gradual. Muitos políticos, filósofos e cientistas políticos foram chamados desde então para uma maior integração no sentido de uma união monetária, política, militar e cultural. No entanto, os Estados-membros decidiram-se por uma união puramente econômica, preocupados em manter sua independência e soberania intactas.
A União Econômica da Eurásia tem um mercado único integrado de 183 milhões de pessoas e um produto interno bruto de mais de 4 trilhões de dólares norte-americanos (PPC). A UEE introduz a livre circulação de bens, capitais, serviços e pessoas e prevê políticas comuns na área macroeconômica, transportes, indústria, agricultura, energia, comércio exterior, investimentos, regulamentação técnica, concorrência e regulação antitruste.
No futuro, espera-se estabelecer uma moeda única e uma maior integração. A união opera através de instituições supranacionais e intergovernamentais. O Conselho Econômico Supremo Euroasiático é o  órgão supremo da União, composto pelos chefes dos Estados-membros. O segundo nível de instituições intergovernamentais é representado pelo Conselho Intergovernamental Eurasiático (composto pelos primeiros-ministros dos Estados-membros). O trabalho cotidiano da União é feito através da Comissão Econômica Eurasiática (órgão executivo), que é um organismo supranacional semelhante à Comissão Europeia. Há também um órgão judicial: o Tribunal de Justiça da UEE.

## História
A União Eurasiática é uma proposta de aprofundamento da integração económica e política entre a Bielorrússia, o Cazaquistão, a Rússia, o Quirguistão, o Tajiquistão e outros estados pós-soviéticos, com o objetivo futuro de criar uma organização supranacional. A ideia, baseada na integração da União Europeia, foi mencionada em outubro de 2011, pelo primeiro-ministro da Rússia, Vladimir Putin, mas havia sido primeiramente proposta como conceito pelo Presidente do Cazaquistão, Nursultan Nazarbayev, durante um discurso em 1994 numa universidade em Moscovo/Moscou.
A 18 de novembro de 2011, os presidentes da Bielorrússia, do Cazaquistão e da Rússia assinaram um acordo, agendando o estabelecimento da União Eurasiática para 2015. O acordo incluía um mapa para a futura integração e estabelecimento de uma Comissão Eurasiática (baseada na Comissão Europeia) e de um Espaço Económico Eurasiático, ambos a começar a 1 de janeiro de 2012.
A 29 de maio de 2014, os presidentes da Bielorrússia, do Cazaquistão e da Rússia assinaram o Tratado da União Econômica Eurasiática que abre novos horizontes de parceria. O União Econômica Eurasiática entra em vigor em 1 de janeiro de 2015.

### Cronologia
| Assinado Em vigor Documento                              | 1991 Tratado da Comunidade dos Estados Independentes | 1996 Tratado sobre o aumento da integração nos campos económico e humanitário | 2000 2001 Tratado da Comunidade Económica Euroasiática | 1995–2007 2010 Tratados da União Aduaneira da Eurásia | 2007 & 2011 2012 Tratados do Espaço Económico Comum da Eurásia | 2014 2015 Tratado da União Económica Euroasiática |  |  |  |  |  |  |       |
|                                                          |                                                      |                                                                               |                                                        |                                                       |                                                                |                                                   |  |  |  |  |  |  |       |
|                                                          | União Económica Euroasiática (UEE)                   |                                                                               |                                                        |                                                       |                                                                |                                                   |  |  |  |  |  |  |       |
| Espaço Económico Comum                                   |                                                      |                                                                               |                                                        |                                                       |                                                                |                                                   |  |  |  |  |  |  |       |
| União Aduaneira da Eurásia (EACU)                        |                                                      |                                                                               |                                                        |                                                       |                                                                |                                                   |  |  |  |  |  |  |       |
| Comunidade Económica Euroasiática (CEEA)                 |                                                      |                                                                               |                                                        |                                                       |                                                                |                                                   |  |  |  |  |  |  |       |
| Aumento da integração nos campos económico e humanitário |                                                      |                                                                               |                                                        |                                                       |                                                                |                                                   |  |  |  |  |  |  |       |
| Comunidade dos Estados Independentes (CEI)               | Comunidade dos Estados Independentes (CEI)           | Comunidade dos Estados Independentes (CEI)                                    |                                                        |                                                       |                                                                |                                                   |  |  |  |  |  |  | v d e |

## Membros

Estados-membros
Estados-observadores
Outros países candidatos

A União Eurasiática é tida como criação de Vladimir Putin no início do seu terceiro mandato como Presidente da Rússia. Se realizada, compreenderia vários Estados que outrora fizeram parte da antiga União Soviética: Rússia, Bielorrússia, Cazaquistão, Quirguistão e Tajiquistão. De acordo com o New York Times, vários candidatos nas eleições presidenciais de 2011 no Quirguistão apoiam a ideia. O governo do Tajiquistão afirmou estar a considerar a possibilidade de se tornar membro da União.

### Membros
- Armênia (2 de Janeiro de 2015)
- Bielorrússia (1 de Janeiro de 2015)
- Cazaquistão (1 de Janeiro de 2015)
- Quirguistão (12 de Agosto de 2015)
- Rússia (1 de Janeiro de 2015)

### Observadores
- Cuba (11 de Dezembro de 2020)[24]

- Uzbequistão (11 de Dezembro de 2020)[24]

### Possíveis membros
- Mongólia
- Síria
- Tajiquistão

### Acordos de comércio livre
- Camboja[25]
- Egito[26]
- Índia[27]
- Irão[28]
- Marrocos[29]
- Paquistão[30]
- Tailândia[31]
- Tunísia[32]
- Vietname[33]

## Estrutura

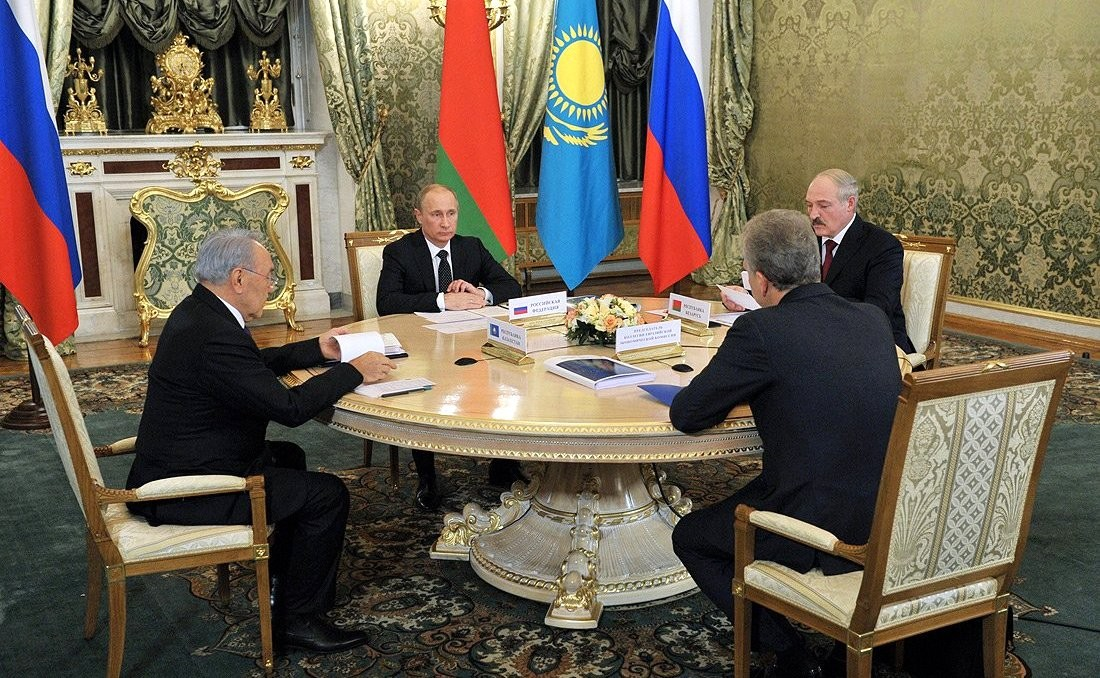
Reunião do Conselho Econômico Supremo Euroasiático

### União aduaneira
A União Aduaneira Eurasiática encontra-se já em efeito, traduzindo-se numa unidade económica parcial. A União Eurasiática pretende ser uma continuação desta união aduaneira. Várias outras organizações regionais poderão ser a base para uma maior integração: a União da Rússia e Bielorrússia, a Comunidade Económica Eurasiática da Rússia, Bielorrússia e Cazaquistão, a Organização do Tratado de Segurança Coletiva, entre Arménia, Bielorrússia, Cazaquistão, Quirguistão, Tajiquistão e Usbequistão e a Comunidade de Estados Independentes que inclui a maioria dos países pós-União Soviética.

### Comissão
O acordo assinado pelos presidentes Dmitri Medvedev da Rússia, Nursultan Nazarbayev do Cazaquistão e Alexander Lukashenko da Bielorrússia estabeleceu a Comissão Económica Eurasiática, o órgão governativo supranacional do Espaço Económico Eurasiático, que iniciou suas funções em 1 de janeiro de 2012. A Comissão é baseada na Comissão Europeia. A sede da comissão sera em Moscovo e as despesas com as infraestruturas e acomodação dos funcionários será financiada pela Rússia, enquanto no seu todo a comissão será financiada pelos três Estados-membros dependendo das quotas aduaneiras que recebam da União Aduaneira Eurasiática.
A comissão será encabeçada pelo Conselho, composto pelos três vice-primeiros-ministros da Bielorrússia, Cazaquistão e Rússia, e cada país terá ainda de apresentar mais três representantes que assegurarão a gestão operacional e supervisionarão os trabalhos no dia-a-dia da organização. Todos estes membros receberão o estatuto de ministros federais nos seus respetivos países. A comissão consistirá num número de departamentos, e a base dos seus funcionários funcionará com uma composição de 84% de oficiais russos, 10% cazaquistaneses e 6% bielorrussos, proporcionalmente às populações de cada Estado-membro. Um candidato russo ao lugar no Conselho da comissão é Viktor Khristenko, Ministro da Indústria e Comércio (terá de se tornar vice-primeiro-ministro de forma a ocupar o lugar), enquanto se desconhece ainda os candidatos cazaquistanês e bielorrusso.
A Comissão Eurasiática terá capacidade de decidir não apenas na áreas das políticas aduaneiras, mas também na macroeconomia, regulação da competição económica, política energética e política financeira. A Comissão estará também envolvida no aprovisionamento governamental e no controlo das migrações laborais. O acordo sobre a Comissão contém fortes regulações anticorrupção. O Presidente Dmitri Medvedev da Rússia afirmou que quer as experiências positivas quer as negativas levadas a cabo pela União Europeia serão tidas em conta, e assegurou que a União Eurasiática evitará os problemas do desnível e disparidade entre as nações, como o existente na Zona Euro, já que os Estados-membros da União Eurasiática têm um nível de desenvolvimento económico semelhante, bem como uma história e valores comuns.

## Reuniões de cúpula
| Data                   | Local                                     |
| ---------------------- | ----------------------------------------- |
| 11 de dezembro de 2020 | Videoconferência                          |
| 27 de maio de 2022     | Videoconferência                          |
| 9 de dezembro de 2022  | Bisqueque, Quirguistão                    |
| 25 de maio de 2023     | Grande Palácio do Kremlin, Moscou, Rússia |